# مسجد سيدنا عثمان بن عفان
مسجد سيدنا عثمان بن عفان هو مسجد يقع في منطقة بندر تون رزاق بالقرب من ضاحية تشراس التابعة لمدينة كوالالمبور عاصمة ماليزيا، وافتتح المسجد في عام 1988 من قبل توانكو سيد سراج الثامن يانغ دي-برتوان أغونغ، اسم المسجد هو تخليد لذكر الخليفة الثالث من الخلفاء المسلمين هو الصحابي عثمان بن عفان .